# Pandemic Emergency Purchase Programme
Unter Pandemic Emergency Purchase Programme (PEPP; dt. Pandemie-Notfallkaufprogramm) wird eine geldpolitische Maßnahme der Europäischen Zentralbank verstanden, die die Preisstabilität und die Effektivität der Geldpolitik in der Eurozone während der COVID-19-Pandemie sicherstellen soll.

## Entwicklung und Umsetzung
Ende März 2020 beschloss der EZB-Rat das zeitlich begrenzte Ankaufprogramm für Anleihen öffentlicher und privater Schuldner, mit einem Umfang von 750 Milliarden Euro und einer Zeitspanne für Ankäufe bis zum Ende des Jahres 2020. Das PEPP soll die Zahl der Papiere, die sich unter den Anforderungen des laufenden CSPP zum Ankauf qualifizierten, erweitern. Eine Zielsetzung soll dabei eine Stabilisierung der Inflationsrate im Euroraum bei unter 2 % sein.
Nationale Zentralbanken und die EZB führen die Ankäufe gemeinsam durch. Die Verteilung möglicher Verluste ist dabei identisch mit der Verteilung, die für die APP-Maßnahme vereinbart wurde. Der Bestand des PEPP soll wöchentlich auf der EZB-Internetseite aktualisiert werden.
Die Ankäufe begannen am 26. März 2020. Noch im März wurden Papiere für 15,444 Milliarden Euro angekauft, im April kamen 103,366 Milliarden Euro hinzu. Mitte Mai 2020 wies das Programm insgesamt 181,786 Milliarden Euro an angekauften Anleihen aus.
Nach einem Beschluss des EZB-Rates vom 3. Juni wurde am 4. Juni 2020 die Erweiterung des Programms um 600 Milliarden Euro bekanntgegeben. Bis zu diesem Zeitpunkt hatte die EZB mit PEPP fast ausschließlich Staatsanleihen aufgekauft. Die Laufzeit wurde vom Ende des Jahres 2020 auf Ende Juni 2021 ausgedehnt.

## Kritik
Trotz der hohen Geschwindigkeit, mit der die EZB das Geld aus dem Programm ausgab, gelang es ihr zunächst nicht, etwa italienische Staatsanleihen für Anleger lukrativer zu machen. So spekulierte ein Analyst von Pimco Mitte Mai 2020 in der FAZ, dass die EZB die 750 Milliarden aus dem PEPP schon im Oktober aufgebraucht haben würde, wenn sie das hohe Tempo der Anleihenkäufe beibehalte.
Thorsten Polleit von Degussa Sonne/Mond Goldhandel verwies anlässlich der Ausweitung des Ankaufprogramms von Anfang Juni 2020 darauf, dass PEPP nun allein einem Betrag entspreche, der rund zehn Prozent der Geldmenge M3 des Euros ausmache, hinzu kämen die Anleihenaufkäufe über die anderen EZB-Programme. Die EZB finanziere nach Polleit die Neuverschuldung der Euro-Staaten mit der elektronischen Notenpresse.